# East Star Airlines
East Star Airlines was een Chinese luchtvaartmaatschappij met als thuisbasis Wuhan.
De luchtvaartmaatschappij werd opgericht in 2005 door de East Star Group. East Star Airlines werd op 28 augustus 2009 failliet verklaard. De vloot bestond uit 3 Airbussen A319 en zes A320's.